# Göran Lindblom
Göran Folke Lindblom (* 4. März 1956 in Skellefteå) ist ein ehemaliger schwedischer Eishockeyspieler und -trainer.

## Karriere
Göran Lindblom begann seine Karriere als Eishockeyspieler in seiner Heimatstadt in der Nachwuchsabteilung des Skellefteå AIK, für dessen Seniorenmannschaft er in der Saison 1972/73 sein Debüt in der Division 1, der höchsten schwedischen Spielklasse, gab. In seinem Rookiejahr stieg er mit Skellefteå in die zweitklassige Division 2 ab, aus der ihm mit seiner Mannschaft 1974 der direkte Wiederaufstieg gelang. Ab der Saison 1975/76 lief der Verteidiger mit seiner Mannschaft in der neu gegründeten Profiliga Elitserien auf. Mit Skellefteå gewann er in der Saison 1977/78 den schwedischen Meistertitel. Mit 35 Assists war er in der folgenden Spielzeit bester Vorlagengeber der Elitserien. In der Saison 1984/85 stieg er mit Skellefteå erneut ab, diesmal in die mittlerweile zweitklassige Division 1, erreichte mit seiner Mannschaft jedoch in der Saison 1985/86 erneut den direkten Wiederaufstieg. Zuletzt trat der Schwede von 1988 bis 1990 für den Drittligisten Malå IF an, ehe er seine aktive Karriere im Alter von 34 Jahren beendete. 
Bei der Weltmeisterschaft 2000 war Lindblom als Assistenztrainer der schwedischen U18-Junioren-Nationalmannschaft tätig.

### International
Für Schweden nahm Lindblom im Juniorenbereich an den U20-Junioren-Weltmeisterschaften 1974 und 1976 teil. Im Seniorenbereich stand er im Aufgebot seines Landes bei den Weltmeisterschaften 1978, 1981 und 1982 sowie bei den Olympischen Winterspielen 1984 in Sarajevo.

## Erfolge und Auszeichnungen
- 1974 Aufstieg in die Division 1 mit dem Skellefteå AIK
- 1978 Schwedischer Meister mit dem Skellefteå AIK
- 1979 Bester Vorlagengeber der Elitserien
- 1986 Aufstieg in die Elitserien mit dem Skellefteå AIK

### International
- 1981 Silbermedaille bei der Weltmeisterschaft
- 1984 Bronzemedaille bei den Olympischen Winterspielen